# Награда „Печат кнеза Лазара”
Награда „Печат кнеза Лазара” је признање за најбољу књигу инспирисану хришћанством и православном духовношћу, објављену између два празновања Мале Госпојине и два сазива уметничке колоније у месту Прилипац, код Пожеге.
Награду су додељивале Црквена општина Прилипац, Храм Рођења Пресвете Богородице у Прилипцу (задужбина кнеза Лазара) и Уметничка колонија „Прилипац”, а од 2010. награду додељује поменута црквена општина у сарадњи са Удружењем књижевника Србије. Уручење награде приређује се у конаку Храма Рођења Пресвете Богородице у Прилипцу, током трајања Уметничке колоније „Прилипац”.

## Добитници
| Година | Добитник                  | Дело                   | Реф.  |
| ------ | ------------------------- | ---------------------- | ----- |
| 2005.  | Љиљана Хабјановић Ђуровић | Свих жалосних радост   | [ 1 ] |
| 2006.  | Ристо Василевски          | Фреска од речи         | [ 2 ] |
| 2007.  | Радомир Андрић            | укупно стваралаштво    | [ 2 ] |
| 2008.  | Милунка Митровић          | Старохришћанска љубав  | [ 2 ] |
| 2009.  | Душица Илијин             | Седам прекора о самоћи | [ 2 ] |
| 2010.  | Милош Јанковић            | Манастирник            | [ 2 ] |
| 2011.  | Миљурко Вукадиновић       |                        | [ 3 ] |
| 2012.  | Верољуб Вукашиновић       |                        | [ 3 ] |
| 2013.  | Иван Ршумовић             |                        | [ 3 ] |
| 2013.  | Јеремија Лазаревић        |                        | [ 3 ] |
| 2014.  | Бранислав Вељковић        |                        | [ 3 ] |
| 2014.  | Лучијан Алексију          |                        | [ 3 ] |
| 2014.  | Ђорђе Вултурески          |                        | [ 3 ] |
| 2015.  | Славица Јовановић         |                        | [ 3 ] |
| 2015.  | Живко Николић             |                        | [ 3 ] |
| 2016.  | Душко М. Петровић         | Поетар, житија живих   | [ 4 ] |
| 2016.  | Манојле Гавриловић        | Пчеле бога Перуна      | [ 4 ] |
| 2017.  | Ранко Радовић             | Христаниште            | [ 5 ] |
| 2018.  | Веселин Мишнић            | Неко налик киши        | [ 6 ] |
| 2019.  | Милица Бакрач             | Јав из Црне Горе       |       |
| 2020.  | Мирослав Раичевић         | Очевина                | [ 7 ] |
| 2020.  | Небојша Лапчевић          | Берачи полена          | [ 8 ] |
| 2021.  |                           |                        |       |
| 2022.  |                           |                        |       |